# Asticta dorsigera
Asticta dorsigera är en fjärilsart som beskrevs av Francis Walker 1865. Asticta dorsigera ingår i släktet Asticta och familjen nattflyn. Inga underarter finns listade i Catalogue of Life.